# Relacions entre Cap Verd i Estats Units
Les relacions entre Cap Verd i Estats Units són les relacions internacionals entre Cap Verd i els Estats Units. La relació és cordial i té fortes arrels històriques. A principis del segle xviii els vaixells baleners dels Estats Units començaren a reclutar tripulacions de Brava i Fogo per caçar balenes, que eren abundants a les aigües que envolten Cap Verd. Els llaços entre les colònies americanes i Cap Verd es documenten ja al 1740, quan els vaixells nord-americans ancoraven rutinàriament als ports de Cap Verd per al comerç de sal o comprar esclaus. La tradició de l'emigració als Estats Units va començar aleshores i continua en l'actualitat.
El primer consolat dels Estats Units a l'Àfrica subsahariana es va establir a Cap Verd en 1818. La representació consular estatunidenca va continuar durant tot el segle xix. Els Estats Units van reconèixer Cap Verd el dia de la seva independència i va donar suport a la seva admissió a les Nacions Unides. Cap Verd va assigna un dels seus primers ambaixadors als Estats Units, i Estats Units va enviar un ambaixador resident a Cap Verd en 1983. El primer ministre José Maria Neves visità les comunitats capverdianes a Nova Anglaterra durant un viatge oficial als Estats Units el 2002 i el president Pedro Pires va visitar els Estats Units a l'abril de 2005 (el primer ministre Neves va visitar també els Estats Units al setembre de 2007.) 
Els Estats Units van proporcionar ajuda humanitària d'emergència i suport financer a Cap Verd en el període immediatament posterior a la independència de Cap Verd, així com els posteriors desastres naturals, incloent l'huracà que va sacsejar l'illa Brava el 1982 i després de la greu erupció volcànica a Fogo en 1995. Cap Verd també és elegible per als beneficis del comerç en el marc de l'African Growth and Opportunity Act (AGOA), i ha signat un acord de cels oberts per facilitar la seguretat i l'expansió del transport aeri. El 4 de juliol de 2005 Cap Verd es va convertir en el tercer país a signar un acord amb el Govern dels EUA finançat pel Millennium Challenge Corporation (MCC); el paquet d'assistència per cinc anys és de més de 110 milions $ en desenvolupament de l'economia rural, desenvolupament d'infraestructures i el desenvolupament del sector de crèdit.